# José María Lafragua
José María Lafragua Ibarra (Puebla, 2 de abril de 1813-Ciudad de México, 15 de noviembre de 1875) fue un político y literato mexicano de extracción liberal y republicana, siendo hijo del teniente coronel José María Lafragua y de Mariana de Ibarra y Veytia.

## Inicios
Su padre falleció a los 20 días de haber nacido, por lo que su familia cayó en una precaria situación económica. Estudió sus primeros años en el Colegio de San Luis, y cuando tuvo la edad de 11, ingresó al Colegio Carolino y un año después, en 1825, recibió unas becas para continuar sus estudios. Por esos años, fue uno de los escribientes auxiliares del obispado y de la cámara del propio obispo José Antonio Joaquín Pérez Martínez y Robles, el cual le otorgó su protección, y gracias a este prelado conoció personajes importantes, así como también tuvo acceso a la Biblioteca Palafoxiana.
Lafragua fue secretario del Colegio del Estado (anteriormente conocido como el Real Colegio Carolino) y su bibliotecario cuando cursaba su primer año en la carrera de derecho en el Colegio de Abogados, del cual fue uno de los fundadores.
En su juventud, Lafragua frecuentó con el círculo liberal de Miguel Ramos Arizpe, de quien recibió una importante influencia de carácter político e ideológico. Desde muy joven imprimió sus textos y ensayos políticos y ya en 1834 escribía artículos de la actualidad política en el periódico “El Libertador”. En 1835 se convirtió en el primer abogado que se recibió de esa institución, siendo que ya había impartido la materia de Derecho Civil mientras fue alumno.

## Política
Terminados sus estudios se afilió al Partido Federalista y a la logia masónica de rito Yorkino. En 1838 publicó la primera revista literaria de Puebla “El Ensayo literario”, y al término de esta, El Leónidas, que tenía un corte político. En 1839 se trasladó a la Ciudad de México y escribió en “El Cosmopolita” hasta 1841, cuando se decidió a reiniciar sus textos en El Apuntador en México y La Abeja Poblana en Puebla.
En 1842 fue diputado del Congreso Constituyente por Puebla. Con ese cargo, propuso y elaboró los códigos Civil y de Procedimientos Civiles, y participó en la redacción del Código Penal, así como el proyecto de Ley de garantías individuales. Fue ministro de Relaciones Exteriores e Interiores del 21 de octubre al 23 de diciembre de 1846 durante el período presidencial provisional de José Mariano Salas. En 1857, durante la presidencia de Ignacio Comonfort, fue nombrado encargado de negocios en España, regresando de Europa en 1860 durante la Guerra de Reforma con la intención de renunciar al cargo, pero se entrevistó con el presidente Benito Juárez en Veracruz, quien le giró instrucciones de regresar a Europa y Estados Unidos, regresó a México en 1861.
Fue director de la Biblioteca Nacional de México nombrado por el presidente Benito Juárez en 1867. Ocupó nuevamente el cargo de ministro de Relaciones, a partir del 13 de junio de 1872 durante los últimos días del gobierno de Benito Juárez, puesto que mantuvo durante la administración de Sebastián Lerdo de Tejada. En esa época, estableció legaciones en España, Italia, Alemania y Guatemala. Trabajó con la comisión examinadora de la Frontera México-Estados Unidos, y estudió a la vez las delimitaciones territoriales con Guatemala y el problema de los mayas cruzoob que incursaron en el territorio de Honduras Británica durante el desarrollo de la Guerra de Castas. Ejerciendo su cargo como ministro, murió el 15 de noviembre de 1875 debido a un ataque cerebral.

## Relación con Dolores Escalante
Lafragua conoció a  Dolores Escalante cerca de 1845 y se comprometió con ella en 1849, sin embargo ella murió al año siguiente víctima de la epidemia de cólera que azotó a la Ciudad de México y él estuvo soltero por el resto de su vida (26 años).

## Legado
Su biblioteca personal constaba de más de 4,300 volúmenes sobre temas de derecho, letras, ciencias, e historia; destacando su colección de libros y documentos de historia de América y México. Estos libros fueron donados a la Biblioteca Nacional de México y a la biblioteca del Colegio del Estado, actualmente Biblioteca Lafragua de la Benemérita Universidad Autónoma de Puebla. Falleció el 15 de noviembre de 1875. Sus restos fueron trasladados al Panteón de San Fernando y enterrados junto a su prometida en la tumba que el le había construido a ella.

## Obra
- La Ciudad de México, con Manuel Orozco y Berra, Editorial Porrúa.